# ناصرآباد (ابتر، دو)
ناصرآباد روستایی در دهستان ابتر بخش مرکزی شهرستان ایرانشهر استان سیستان و بلوچستان ایران است.

## جمعیت
بر پایه سرشماری عمومی نفوس و مسکن در سال ۱۳۹۵ جمعیت این روستا ۴۳۷ نفر (۱۴۱خانوار) بوده‌است.